# Euro-Trance
Euro-Trance, jinak také hands up (stále více používané označení v Německu), commercial trance či zjednodušeně dance, v Česku nejpoužívanějším označením je taneční hudba (tento název však vystihuje celou škálu taneční hudby od House až po Techno) je hudební styl, který vznikl na začátku 90. let 20. století v Evropě ze stylů jako je Rave a House. Je nejrozšířenější v zemích, jako je Německo, Itálie (Italo dance), Nizozemsko, Rakousko a dnes zažívá bouřlivý rozvoj v Polsku a Rusku.

## Podstata
Dance je dnes jeden z nejmelodičtějších stylů elektronické hudby. I když hlavní důraz je kladen na melodii jednoduchou i složitější, jsou v tomto stylu i další prvky. Dance se vyznačuje rovnými (v 90. letech jemnými dnes poněkud tvrdšími) beaty, za kterými je asi v polovině výrazný bass, s rychlostí 130-145 BPM. Dále zde máme tzv. clap, který je za každým druhým kopancem, a samozřejmě nesmějí chybět rychlé a pravidelné hithaty které zaplňují výšky. Hands up může být s vokály (většinou ženské), anebo bez - tento styl se bez zpěvu klidně obejde, pokud je ovšem kladen největší důraz na melodii. Dnes se Dance velmi prolíná se všemi elektronickými styly a je někdy velice obtížné trefit ten správný styl, tím můžeme narazit na např.: Hard dance (prolínání s technem)(Dj Dean), Jumpstyle (s Hardstyle)(Scooter CD [[Jumpin' All Over The World]a [Under Radar over the Top]]), ComercialTrance (s Trancem)(Dj Shog, Kai Tracid, Cosmic Gate), či dokonce Pumping nebo Electro Dance (mix s House) (Pakito).
Největší úspěch toho stylu je dán svou rychlostí a melodičností, která je oblíbená na parketech diskoték celé Evropy, ale také, díky pěkným a propracovaným melodiím, je oblíbený jen pro poslech mimo kluby a diskotéky.

## Historie
Vývoj tohoto stylu je jako u ostatních elektronických stylů dlouhý, počátky můžeme najít na začátku 90. let 20. století v Evropě, kdy elektronická hudba zažívala svůj druhý největší rozmach. V této době byl dance poněkud jiný než ho známe dnes, měl jemnější beaty, více vokálů, a nebyl kladen tak velký důraz na melodii, tento pre-dance je občas označován jako Eurodance, nebo u nás "devadesátky", mezi interprety této doby pařili 2 Unlimited, Twenty 4 Seven, Scooter, apod. Ke konci 90. let došlo k menšímu úpadku tohoto stylu, a proto se začal dance proměňovat do stylu jak ho známe dnes (někteří lidé však na tyto časy nezapomněli, a jsou věrni starému pojetí taneční hudby, i když se dnes již nedělá), největší slávu zažil Dance v letech 2000 - 2003, kdy se na nás chrlil ze všech stran a však po roce 2003 došlo velkému vytlačování ze strany amerického Hip-hopu a evropského House, Hands Up přešel do defenzívy a došlo k velkému odlivu interpretů k house, který tak velmi zkomercioval. Po dlouhé době, takřka v undergroudu, se dance pomalu vrací zpět na své ztracené pozice díky interpretům jako jsou Cascada, Shaun Baker, Basshunter, Dj Dean, Rob Mayth, nesmrtelní Scooteři a mnoho dalších.

## Interpreti
- Baracuda
- Barthezz
- Cascada
- Gigi D'Agostino
- Italo Brothers
- Jan Wayne
- Megara Vs. DjLee
- Megastylez
- Verona
- Novaspace
- Paffendorf
- Rob Mayth
- Scooter
- Tune Up! (DJ Manian, Bulldozer)
- Lasgo
- Fragma
- Milk Inc.